# Trongsa
Trongsa (in passato nota come Tongsa) è una cittadina agricola del Bhutan, capoluogo del distretto omonimo. Si trova al centro del paese, a circa 100 km da Punakha. Nella zona si trovano molti grandiosi monasteri.